# Budynek Miejskiej Szkoły Rzemiosł w Radomiu
Budynek Miejskiej Szkoły Rzemiosł w Radomiu – neogotycki budynek dawnej Miejskiej Szkoły Rzemiosł w Radomiu z początku XX w., położony przy ul. 25 Czerwca 66.
Zezwolenie na budowę nowego gmachu Miejskiej Szkoły Rzemieślniczej zostało wydane w 1904, zaś budowę ukończono w 1906 (wpis w rejestrze zabytków zawiera natomiast datę powstania budynku 1902). Budynek był na ówczesne warunki nowoczesny – posiadał centralne ogrzewanie, mieszkania dla dyrektora szkoły i woźnego oraz warsztaty szkolne. W czasie I wojny światowej został zdewastowany przez stacjonujące w nim wojska niemieckie. Szkołę otwarto ponownie w wyremontowanym budynku w 1919. Również w czasie II wojny światowej budynek został częściowo zniszczony. Współcześnie w budynku mieści się Zespół Szkół Samochodowych.
Budynek wpisany jest do rejestru zabytków Narodowego Instytutu Dziedzictwa pod numerem 334/A/86 z 3.04.1986.

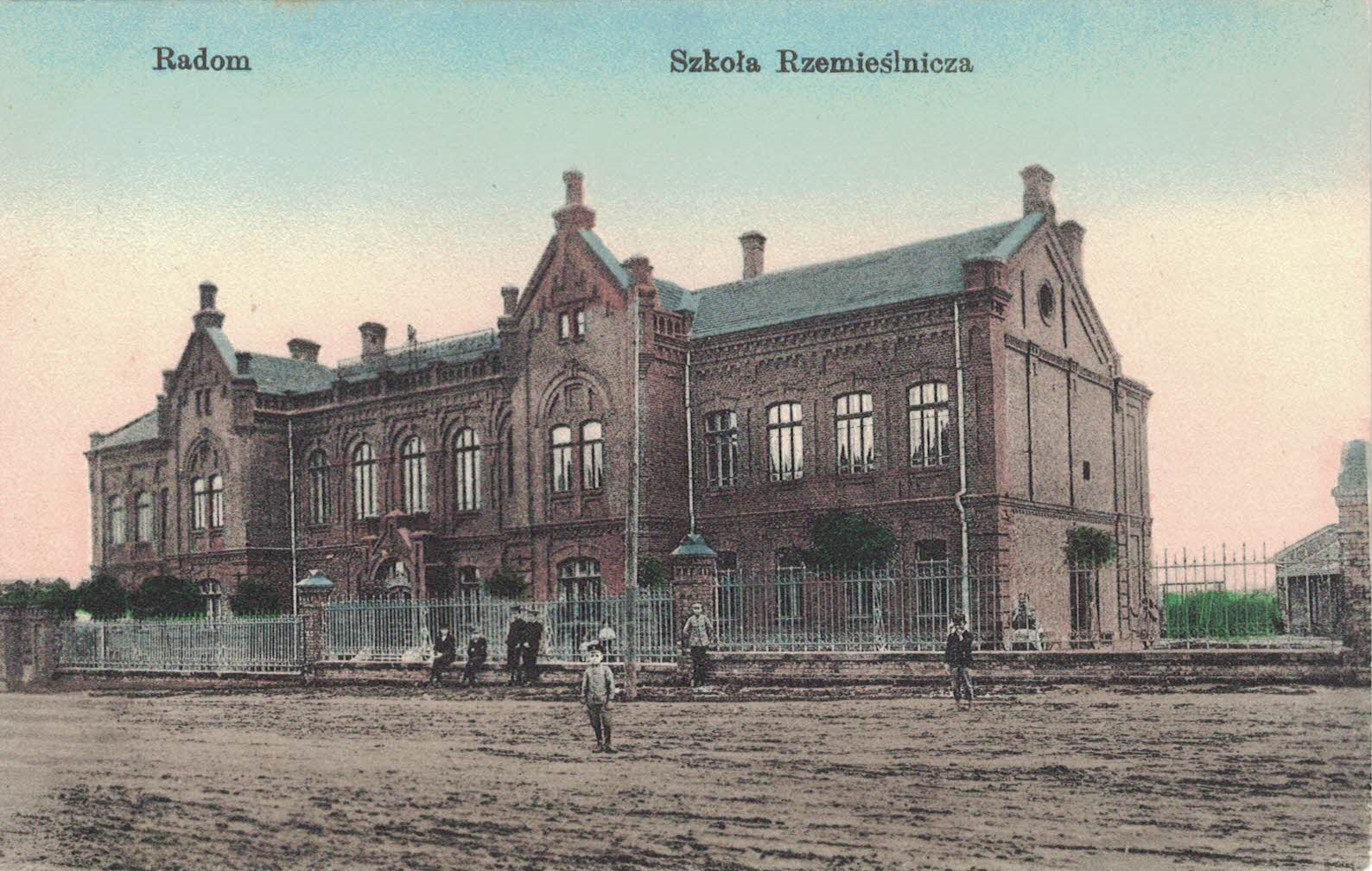
Zdjęcie budynku z około 1910